# Serpent Nunatak
Serpent Nunatak är en nunatak i Antarktis. Den ligger i Västantarktis. Argentina, Chile och Storbritannien gör anspråk på området. Toppen på Serpent Nunatak är 1 270 meter över havet, eller 323 meter över den omgivande terrängen. Bredden vid basen är 2,0 km.
Terrängen runt Serpent Nunatak är varierad. Trakten är obefolkad. Det finns inga samhällen i närheten.